# Bastard (album, Tyler, the Creator)
Bastard je debutové album od Tyler, the Creator, nezávisle vydáno 25. prosince 2009 na Tumblr stránce Odd Future. Většina alba byla vytvořena ve FL Studiu a GarageBand.

## O albu
V albu Bastard vystupuje Tyler jako jeden z jeho alter-eg "Ace", a postava Dr. TC, který představuje Tylerova terapeuta a výchovného poradce.
Bastard, spolu s alby Goblin a Wolf tvoří "The Wolf Trilogy" (česky "Wolf Trilogii") -jedno vyprávění. Trilogie je chronologicky: Bastard, Wolf, Goblin.

## Tracklist[2]
| Č.  | Název                                                | Skladatel(é)                                     | Délka |
| --- | ---------------------------------------------------- | ------------------------------------------------ | ----- |
| 1.  | Bastard                                              | Tyler, the Creator                               | 6:09  |
| 2.  | Seven                                                | Tyler, the Creator                               | 3:28  |
| 3.  | Odd Toddlers (feat. Casey Veggies)                   | Tyler, the Creator, Casey Jones                  | 3:36  |
| 4.  | French! (feat. Hodgy Beats)                          | Tyler, the Creator, Gerard Long                  | 4:04  |
| 5.  | Blow                                                 | Tyler, the Creator                               | 2:55  |
| 6.  | Pigs Fly (feat. Domo Genesis)                        | Tyler, the Creator, Domo Genesis                 | 3:35  |
| 7.  | Parade                                               | Tyler, the Creator                               | 2:22  |
| 8.  | Slow It Down (feat. Hodgy Beats)                     | Tyler, the Creator, Long                         | 3:07  |
| 9.  | AssMilk (feat. Earl Sweatshirt)                      | Tyler, the Creator, Earl Sweatshirt              | 3:40  |
| 10. | VCR Wheels                                           | Tyler, the Creator                               | 3:28  |
| 11. | Session (feat. Hodgy Beats, Mike G & brandUn DeShay) | Tyler, the Creator, Long, Brandun DeShay, Mike G | 3:34  |
| 12. | Sarah                                                | Tyler, the Creator                               | 4:46  |
| 13. | Jack and the Beanstalk                               | Tyler, the Creator, Long, Jay-Z                  | 3:50  |
| 14. | Tina (feat. Jasper & Taco)                           | Tyler, the Creator, Jasper, Taco                 | 3:07  |
| 15. | Inglorious                                           | Tyler, the Creator                               | 4:04  |